# Sergio Vallotto
Sergio Vallotto (Noale, 4 giugno 1956) è un politico italiano.

## Biografia
Vallotto è stato più volte consigliere comunale della Lega Nord a Noale, dal 2009 al 2014 è stato vicesindaco e assessore del Comune di Noale, con deleghe: Sicurezza, Agricoltura, Protezione Civile e Urbanistica.
Nel gennaio 2016 diventa segretario provinciale della Provincia di Venezia del Carroccio.
Alle elezioni politiche del 2018 è eletto deputato della Lega. È membro dal 2018 della VIII Commissione ambiente, territorio e lavori pubblici.
Nel settembre 2022 non si ricandida in Parlamento e successivamente verrà eletto nuovo segretario provinciale di Venezia della Lega.

## Controversie
Nel 2012 Vallotto fu oggetto di dure critiche, in quanto dirigente della società partecipata dei rifiuti TrevisoServizi, per omissione di controllo riguardo stipendi, premi e fatture gonfiate.
Nel 2021 Vallotto, intervistato dal programma giornalistico Quarta Repubblica in onda su Rete 4, dichiarò di essere favore al vaccino contro il COVID-19 ma al contempo ammise di non essersi vaccinato per timore verso il vaccino stesso.